# Лазаревское (озеро)
Лазаревское — озеро на территории Паданского сельского поселения Медвежьегорского района Республики Карелии.

## Общие сведения
Площадь озера — 7,9 км², площадь водосборного бассейна — 330 км². Располагается на высоте 123,8 метров над уровнем моря.
Форма озера лопастная, продолговатая: вытянуто с севера на юг. Берега изрезанные, каменисто-песчаные, местами заболоченные.
Через озеро протекает река Лазаревская, вытекающая из Маслозера и втекающая в реку Волому, впадающую в Сегозеро.
В озере более десяти безымянных островов различной площади, однако их количество может варьироваться в зависимости от уровня воды.
С юга от озера дорога проходит местного значения 86К-165 («Чёбино — Паданы — Шалговаара — Маслозеро»).
Код объекта в государственном водном реестре — 02020001111102000007734.